# Richard Kemper
Richard Kemper (Heemskerk, 19 juni 1970) is een Nederlands cabaretier, componist en zanger, vooral bekend als lid van het duo Veldhuis & Kemper. Daarnaast is Kemper (stem)acteur in enkele films en scenarioschrijver.
Voordat Kemper in 2003 de overstap naar het theater maakte werkte hij in de reclame. In 2002 werd hij genomineerd voor ‘Reclameman van het Jaar’.
Naast Veldhuis & Kemper schrijft en speelt Kemper voorstellingen en films voor en met anderen.
Zo schreef ie mee aan de theaterstukken ‘De Huisvrouwmonologen’ en de relatiekomedie ‘Hart tegen Hart’. De laatste co-produceerde Kemper zelf en hij speelde ook een rol.
Met cabaretduo Veldhuis & Kemper won Kemper een Edison Music Award (2003) en ontving een Poelifinario nominatie voor beste cabaretprogramma in de categorie Engagement (2018).
Kemper schrijft elke week een column die verschijnt in de zaterdagedities van onder andere het Noordhollands Dagblad, De Gooi- en Eemlander, het Leidsch Dagblad en De Limburger.

## Filmografie
- 2003: Brother Bear, als Nederlandse stem van Moes
- 2007: Kapitein Rob en het geheim van professor Lupardi, als Oscar
- 2011: The Adventures of Tintin: The Secret of the Unicorn, als Nederlandse stem van Janssen
- 2013: Monsters University, als Nederlandse stem van Terri
- 2014: De overgave
- 2020: Flikken Maastricht: Aflevering 'Jazz'
- 2020: Meisje van plezier
- 2020: Scrooge Live, als Ebenezer Scrooge

## Scenario
- 2017: Huisvrouwen bestaan niet
- 2019: Huisvrouwen bestaan niet 2
- 2021: Swanenburg, seizoen 1, aflevering
- 2022: Foodies, bijdrages[1]
- 2023: All Inclusive, in samenwerking met Dorien Goertzen
- 2025: Haantjes, ism Luuk van Bemmelen